# گستره (اسمیر)
گستره یا اسمیر (به انگلیسی: smear) نمونه‌ای از بافت یا ماده دیگر که از بخشی از بدن برداشته و روی تیغه ریزبین برای بررسی گسترده می‌شود را گویند.
معروفترین این گستره‌ها، گستره خون محیطی است که در بسیاری از بیماری‌ها مانند کم خونی یا سرطان خون راهگشا است.